# Вечна
Вечна — деревня в Перемышльском районе Калужской области России. Входит в сельское поселение «Деревня Григоровское».

## География
Расположена в 12 километрах на восток от районного центра — села Перемышль. Рядом деревня Желовское лесничество.

## Население
| 2002 | 2010 |
| ---- | ---- |
| 37   | ↘30  |

## История
В атласе Калужского наместничества, изданного в 1782 году, — Вечны, обозначено на карте и упоминается как сельцо Перемышльского уезда

Сельцо Вечны с пустошью Василия Федорова сына Ростопчина, Николая Алексеева, Натальи Алексеевой детей Хитровых. На речке Веченке и даух безымянных отвершках на большой Калужской дороге…— Описания и алфавиты к Калужскому атласу Ч.2.
В 1858 году сельцо (вл.) Вечна (Овечна) 1-го стана Лихвинского уезда, при речке Веченке, 19 дворах и 249 жителях, по левую сторону почтового Лихвинского тракта.
К 1914 Вечна — две деревни, принадлежащие господам Краузе (179 чел.) и Сомову (83 чел.), Желовской волости Перемышльского уезда Калужской губернии.
В годы Великой Отечественной войны деревня была оккупирована войсками Нацистской Германии с начала октября по конец декабря 1941 года. Освобождена в ходе Калужской наступательной операции частями 50-й армии генерал-лейтенанта И. В. Болдина.